# Bobartia fasciculata
Bobartia fasciculata là một loài thực vật có hoa trong họ Diên vĩ. Loài này được Gillett ex Strid miêu tả khoa học đầu tiên năm 1974.